# کارکس برانسنس
کارکس برانسنس (نام علمی: Carex brunnescens) نام یک گونه از سرده جگن است.